# Южные киты
Южные киты (лат. Eubalaena, англ. Right whale) — род семейства Гладкие киты (Balaenidae), объединяющий три вида. Представители данного рода отличаются тёмно-серой или чёрной окраской и округлой формой тела.
Представители данного рода отличаются хорошей контактностью и дружелюбием по отношению к человеку, что, в частности, и привело к почти полному исчезновению южных китов в годы активного китобойного промысла. К 2020-м годам их численность несколько восстановилась.
Некоторые генетические исследования позволяют предположить возможность будущего включения в род Eubalaena ещё и гренландского кита (Balaena mysticetus), являющегося на сегодняшний момент единственным представителем рода гренландских китов (Balaena). Ниже будут рассмотрены только представители южных китов.
Также пока не доказано существование ещё одного возможного члена рода южных китов — так называемого «Кита Сведенборга» (англ. Swedenborg whale).
В XVIII веке шведский натуралист Эммануил Сведенборг, основываясь на коллекции окаменелых костей, обнаруженных в 1709 году в Норра Ванга, описал этот предполагаемый вид ископаемых китов. На данный момент обсуждение вопроса о существовании этого вида и правомочности его отнесения к роду южных китов всё ещё ведётся. Некоторые находки окаменелостей, которые могли бы прояснить данные вопрос, были сделаны при строительстве шоссе в Стрёмстаде, Швеция.

## Таксономия
Гренландский кит (лат. Balaena mysticetus) был отнесён к роду Balaena Джоном Эдуардом Греем в 1821 году. Тем не менее генетические различия, например, между видами рода китов Полосатики (Balaenoptera) существенно больше, чем разница между южными и гренландскими китами, что, в свою очередь, позволяет рассуждать о возможности будущего объединения родов Balaena и Eubalaena в один.

### Теория двух видов рода южных китов
Ранее учёные неоднократно относили три известные популяции рода южных китов к одному, двум или трём разным видам. При добыче китов китобоями все представители рода считались одним видом. Позднее различия в строении черепа южной и северной популяции данного рода позволили выдвинуть теорию, согласно которой выделялось, соответственно, по меньшей мере два вида, один из которых обитал на севере, а другой — на юге. С точки зрения этой теории, два этих (под)вида не пересекали экваториальные воды (так как мощный слой жира, позволяющий обитать в холодных арктических водах, в тропиках, наоборот, должен мешать рассеивать тепло тела) и, таким образом, не могли скрещиваться между собой.

### Теория трёх видов рода южных китов
Генетические исследования показывают, что южная и северная популяции китов рода Eubalaena не скрещивались между собой от 3-х до 12-ти млн. лет, что подтверждает правомочность выделения их в различные виды — Eubalaena australis и Eubalaena glacialis. Существует значительное различие генотипов китов этого рода, обитающих в Северном полушарии, а именно тихоокеанской и атлантической популяциями. Особи, обитающие в Тихом океане, более близки к представителям вида южный гладкий кит (лат. Eubalaena australis), но не идентичны им и выделяются в отдельный вид — японский гладкий кит (лат. Eubalaena japonica). Дейл Райс (англ. Dale W. Rice) в своей монографии 1998 года выделял 2 вида южных китов, в то время как Розенбаум и другие исследователи (например, Браунелл) опровергали его в 2000 и 2001 годах. В 2005 году в таксономическом справочнике «Виды млекопитающих мира» (англ. Mammal Species of the World) указывается, что в род южных китов входит три вида.
Подтвердить теорию о существовании трёх разных видов южных китов помог генетический анализ китовых вшей (ракообразных-паразитов, обитающих в коже гладких китов). Так как темпы размножения этих паразитов достаточно высокие, генетическое разнообразие их также выше. Морские биологи Университета Юты, изучая геном китовых вшей, смогли определить, что их хозяева (южные киты) разделились на три вида примерно 5–6 млн. лет назад, и все виды имели примерно одинаковый размер популяции вплоть до начала китобойного промысла в XI веке. Первое разделение рода на виды имело место одновременно с объединением континентов Северной и Южной Америки, второе — под воздействием температуры экваториальных вод.

### Синонимия для рода южных китов
Halibalaena (Gray, 1873) и Hunterius (Gray, 1866) являются младшими синонимами для рода Eubalaena.
Eubalaena australis — типичный вид этого рода.
На видовом уровне синонимы таковы:
- для Eubalaena australis: antarctica (Lesson, 1828), antipodarum (Gray, 1843), temminckii (Gray, 1864);
- для Eubalaena glacialis: biscayensis (Eschricht, 1860), nordcaper (Lacepede, 1804);
- для Eubalaena japonica: sieboldii (Gray, 1864).

## Описание
Южные киты имеют плотные ороговевшие участки кожи на голове. Эти своеобразные «мозоли» естественного происхождения появляются на поздних этапах развития плода в утробе матери, имеют белый или серый цвет (белая окраска приобретается за счёт колоний китовых вшей) и, выделяясь на тёмной коже китов, являются отличительным признаком данного рода.
Представители рода Eubalaena также отличаются широкой спиной, лишённой спинного плавника, наличием светлых пятен на брюхе и широким изогнутым ртом, начинающимся у глаз.
Южные киты могут достигать в длину 18 м и веса до 91 т. Эти показатели значительно превышают аналогичные для китов-горбачей и серых китов, но уступают синим китам.
До сорока процентов массы тела южных китов составляет ворвань, имеющая достаточно низкую плотность. Этот факт говорит о том, что в отличие от многих других видов китов мёртвые южные киты не тонут.

## Анатомия

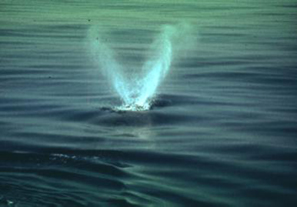
V-образный фонтан южного кита.

Взрослые особи, как упоминалось выше, могут достигать длины от 11 до 18 м (хотя наиболее типична длина тела от 13 до 16 м) и веса от 54 до 73 т. Тела южных китов очень широкие, в обхвате могут составлять 8–10 м (до 60% общей длины тела). Хвостовой плавник может иметь размах до 5–7 м (40% общей длины тела).
Самыми крупными представителями рода Eubalaena являются японские гладкие киты, которые могут иметь массу до 91 т.
Ещё одной отличительной особенностью южных китов является форма фонтана, образующегося в результате выдоха. Он шире, чем у других видов китов, и имеет форму латинской буквы «V» из-за широко расположенных дыхал. Высота фонтана может быть до 5 м.
Южные киты могут иметь от 200 до 300 пластин китового уса с каждой стороны рта. Длина пластин в среднем составляет 2 м.
Яички самцов южных китов могут достигать веса 500 кг, что составляет до 1% общей массы тела и является рекордом в животном мире. По другим данным, вес тестикул этого вида китов может достигать 1000 кг, длина пениса — 4 м, объём одноразового выброса спермы — более 4 л.

## Жизненный цикл
Самки южных китов достигают половой зрелости в 6–12 лет и рожают каждые 3–5 лет. Длительность беременности — около 12 месяцев. Детёныши южных китов в Северном полушарии рождаются в основном зимой. Вес новорождённых китов составляет около 900 кг при длине тела от 4 до 6 м. Они быстро растут, увеличиваясь в размерах вдвое за первый год жизни. Самка кита продолжает вскармливание детёныша в течение 8–12 месяцев с момента рождения. Темпы роста китов во второй год жизни не очень хорошо изучены и, вероятно, зависят от того, остаются ли они рядом с матерью.
О точной продолжительности жизни южных китов известно мало, прежде всего из-за малого числа особей в популяции. Один из немногих подтверждённых и документированных случаев наблюдения — самка с детёнышем, сфотографированные в 1935 году. Её наблюдали и делали фото также в 1959, 1980, 1985 и 1992 году. Сравнение ороговевших участков кожи на голове, хорошо заметных на фотографиях, доказывает, что это было одно и то же животное.
Последний случай наблюдения данной особи относится к 1995 году, когда её сфотографировали со смертельной раной головы, по-видимому, полученной при столкновении с каким-то судном. Возраст погибшего животного составлял по меньшей мере 70 лет. Исследования гренландских китов показывают, что подобный срок жизни не является редкостью среди гладких китов и, вероятно, может быть больше.
Скорость передвижения южных китов в воде невелика и составляет около 9 км/ч. Несмотря на медлительность, они способны на разнообразные «акробатические трюки», например, мощные многократные прыжки, когда, выныривая из воды, киты поднимаются над поверхностью воды почти вертикально.
Как и другие виды гладких китов, представители рода южных китов почти не социальны и редко собираются группами более чем из двух особей. Отмечаются случаи наблюдения группы, состоявшей из двенадцати южных китов, но она не была достаточно плотной и, вероятно, имела временный характер.
Для южных китов характерно наличие крупных светлых чешуйчатых пятен ороговевшей кожи на голове, расположение которых уникально для каждой особи. На этих пятнах обычно обитают колонии ракообразных-паразитов, известные как «китовые вши». На одном ките может обитать до нескольких десятков тысяч китовых вшей. Паразиты питаются водорослями и отслоившейся кожей и существенного вреда киту не наносят, хотя и могут вызывать раздражение кожных покровов.

## Экология

### Питание и место в пищевой цепи
Диета южных китов состоит из зоопланктона, в основном — из мелких ракообразных: копеподов, криля, птеропод (лат. Pteropoda, а именно представители кладов Gymnosomata и Thecosomata).
Как и другие гладкие киты, представители рода Eubalaena добывают пищу, заплывая в скопления планктона, набирая воду вместе с планктоном в рот и фильтруя её через пластины китового уса. Пища должна соответствовать некоторым требованиям: её должно быть достаточно много; размеры зоопланктона должны быть достаточно велики, чтобы пластины смогли его задержать; рачки не должны быть слишком быстрыми, чтобы смочь избежать затягивания в китовую пасть. Набор планктона может происходить как в поверхностном слое вод, так и на глубине.
В свою очередь, киты являются жертвами для косаток и человека.

### Численность и распространение
Все три вида, входящие в род Eubalaena, обитают в различных регионах земного шара. Североатлантический гладкий кит (лат. Eubalaena glacialis) — в западной части Атлантического океана, японский гладкий кит (Eubalaena japonica) — в северной части Тихого океана, от Японии до Аляски, и южный гладкий кит (Eubalaena australis) — в различных зонах Южного океана.
Умеренные температуры оптимальны для жизни южных китов. Наиболее приемлемыми для обитания являются воды, лежащие между 20-м и 60-м градусами северной и южной широты. Тёплые экваториальные воды формируют барьер, предотвращающий смешивание северных и южных групп между собой.
Несмотря на то, что южные киты часто посещают пелагические воды, чтобы добраться до мест кормёжки, они не считаются пелагическим видом. Они предпочитают оставаться возле полуостровов, бухт и на континентальном шельфе, так как именно эти места обеспечивают китов наибольшим количеством пищи и наилучшими условиями для жизни.
Сложно точно оценить популяцию китов рода Eubalaena. Ниже приведена таблица, содержащая оценочные численности видов, принадлежащих к этому роду, и, для сравнения, численность близкого к этому роду гренландского кита.
| Наименование вида/популяции     | Латинское название  | Численность (особей) | Место обитания                                  |
| ------------------------------- | ------------------- | -------------------- | ----------------------------------------------- |
| Североатлантический гладкий кит | Eubalaena glacialis | от 400 до 500        | Северная Атлантика                              |
| Японский гладкий кит            | Eubalaena japonica  | от 30 до 50          | Север Тихого океана                             |
| >>                              | >>                  | примерно 100—200     | Охотское море                                   |
| Южный гладкий кит               | Eubalaena australis | 12000                | Южный океан                                     |
| Гренландский кит                | Balaena mysticetus  | 9000—10000           | Северный Ледовитый океан и суб-полярные области |

#### Североатлантическая популяция
Почти все из примерно четырёхсот североатлантических китов проживают в северо-западной части Атлантического океана. Весной, летом и осенью они кормятся возле канадского побережья и северо-восточного побережья США, от Нью-Йорка до Новой Шотландии. Наиболее важные кормовые угодья — залив Фанди и бухта Кейп-Код. На зиму киты откочёвывают к побережью штатов Джорджия и Флорида для того, чтобы беременные самки могли родить.
За последние несколько десятилетий отмечался ряд случаев наблюдения североатлантических китов в восточной части Атлантики. Например, несколько раз особи этого вида наблюдались в 2003 году у берегов Исландии. Возможно, это были остатки практически полностью вымершей популяции этого вида, ранее проживавшей в этих водах, но изучение старых записей китобоев позволяет предположить, что гораздо вероятнее ошибки при определении вида наблюдаемых животных. Тем не менее, североатлантических китов регулярно наблюдают у берегов Норвегии, Ирландии, Испании, Португалии, Канарских островов и даже Италии и Сицилии. Достоверно известно, что в водах Норвегии наблюдали именно североатлантических китов.

#### Северо-тихоокеанская популяция
В северной части Тихого океана существует две популяции китов рода Eubalaena. На северо-востоке Тихого океана и в Беринговом море насчитывается всего лишь 30 особей. Немного больше численность западной северо-тихоокеанской популяции: в Охотском море, по некоторым оценкам, проживает от 100 до 200 особей, но подробной информации крайне мало.
Японский гладкий кит, как и Североатлантический гладкий кит, находится под угрозой исчезновения. Основываясь на анализе динамики популяции этих видов, можно предположить, что оба они могут исчезнуть в течение 200 лет.
Ранее, в летний период особей японского кита можно было обнаружить на огромной территории, от Аляски до Охотского моря. В настоящее время случаи наблюдения этого вида редки и относятся, в основном, к Охотскому морю и восточной части Берингова моря. Точные маршруты миграции неизвестны.

#### Южная популяция
Численность популяции Южный гладкий кит была рассчитана по инициативе Международной китобойной комиссии, принятой на симпозиуме, проходившем в Кейптауне, в марте 1998 года. Исследователи использовали данные о количестве взрослых самок вида Eubalaena australis, взятые из трёх статистических выборок, данные для которых были собраны в Аргентине, Южной Африке и Австралии на протяжении 90-х годов XX века. Экстраполировав имеющиеся данные с учётом неохваченных наблюдениями регионов, количества самцов и детёнышей (используя известные соотношения количеств самцов и самок, а также взрослых и молодых особей), учёные рассчитали общую численность вида Eubalaena australis, которая составила по состоянию на 1999 год 7000 особей.
Южные гладкие киты в летние месяцы находятся на своих кормовых угодьях в Южном океане, достаточно близко от берегов Антарктиды. Зимой они мигрируют на север для размножения, и их можно наблюдать у побережий Австралии, Аргентины, Бразилии, Чили, Мозамбика, Новой Зеландии и Южной Африки.
После прекращения промысла численность этого вида показывает уверенный прирост, около 7 % в год. Аргентинская, южноафриканская и австралазийская популяции вида очень мало смешиваются между собой, что является следствием своеобразного инстинкта, руководствуясь которым, молодые особи используют те же кормовые угодья и места размножения, что и их предки.

### Издаваемые китами звуки
Вопрос сравнения звуков, издаваемых китами, принадлежащими к роду Eubalaena, со звуками других видов и родов китов пока детально не проработан. Киты могут производить стоны, хлопки, и иные звуки c частотой около 500 Гц. Цель, с которой киты производят эти звуки, пока неизвестна, но, возможно, они используются для коммуникации в пределах группы особей.
Известно, что североатлантический кит реагирует на звуки полицейской сирены, хотя они значительно выше по частоте, чем привычные для китов. Услышав этот звук, киты быстро поднимаются с глубины к поверхности воды. Это исследование представляет определённый интерес, так как обычно киты этого вида игнорируют большинство звуков, в том числе и звуки, издаваемые приближающимися судами. Исследователи предположили, что данная информация может быть полезна для сокращения числа столкновений китов с кораблями, либо для привлечения китов на поверхность, что упрощает китобойный промысел.

## Взаимоотношения китов с человеком

### Китобойный промысел

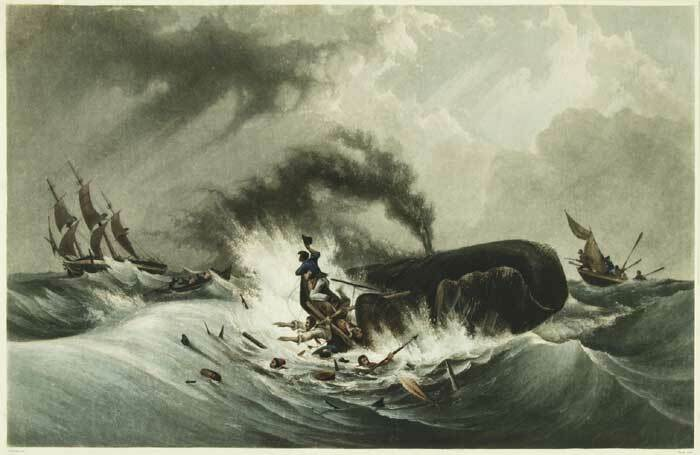
Китобойный промысел в маленьких шлюпках, с использованием ручного гарпуна всегда был очень опасным предприятием.

На раннем этапе развития китобойного промысла, вплоть до 1712 года, южные киты были едва ли не единственным видом китов, который добывали китобои. Причины этого приводятся ниже:
- В описываемый исторический период охота на китов велась, в основном, в прибрежных водах, с применением вельботов. Южные киты же часто приближаются к берегу и могут быть легко замечены дозорными.
- Южные киты имеют достаточно низкую скорость плавания, и их достаточно легко догнать на вельботе.
- После того, как южный кит убит, существует большая вероятность того, что тело останется на плаву, что позволяет относительно легко транспортировать добычу к берегу[23].

Баски считаются первым народом, начавшим использовать китобойный промысел в коммерческих целях. Изначально, с XI века, они добывали в Бискайском заливе только ворвань, но позже, с развитием технологий сохранения пищи, мясо китов стали также использовать и для еды. Известно, что баскские китобои добирались до восточного побережья Канады в 1530 году и бухты Тодуз-ус-Сантус (Баия, Бразилия) в 1602 году. Последние рейсы баски-китобои сделали незадолго до начала Семилетней войны (1756—1763 годы). Оживить торговлю после её завершения не удалось. Китобойный промысел на баскском побережье продолжился, став крайне нерегулярным, в XIX веке.
Басков сменили «китобои-янки» из американских колоний. Базируясь в Нантакете, Массачусетсе и на Лонг-Айленде, Нью-Йорк, они добывали до 100 китов в год. К 1750 году добыча североатлантических китов, в основном, завершилась, и китобои в конце XVIII века переместились в Южную Атлантику.
Самая южная китобойная станция Бразилии была основана в Имбитуба, в 1796 году. За следующее столетие американские китобои освоили Южный и Тихий океаны, где они присоединились к китобойному флоту европейских стран.
С началом XX столетия китобойный промысел сильно индустриализовался, и добыча китов значительно возросла. Согласно записям китобойных судов, за 1937 год в Южной Атлантике было добыто 38 000 китов, в южной части Тихого океана — 39 000, в Индийском океане — 1300, и 15000 — в северной части Тихого океана. Неполнота этих записей означает, что фактическое количество добычи намного выше заявленных цифр.
Китобойный промысел был повсеместно запрещён в 1937 году, когда стало ясно, что популяции китов грозит полное уничтожение. Запрет оказал благоприятное действие на рост количества китов, несмотря на то, что его нарушения продолжались на протяжении нескольких десятилетий. Последние два кита были добыты на Мадейре в 1968 году. На протяжении 1940-х годов Японией было добыто 23 южных кита, и ещё больше — в 1960-х, для научных целей (по официальным утверждениям). Незаконная охота на китов в водах Бразилии продолжалась много лет, и китобойная станция Имбитуба работала до 1973 года. Советским Союзом, по имеющимся данным, за 1950-е и 1960-е годы были добыты 3212 южных кита.

### Наблюдение за китами

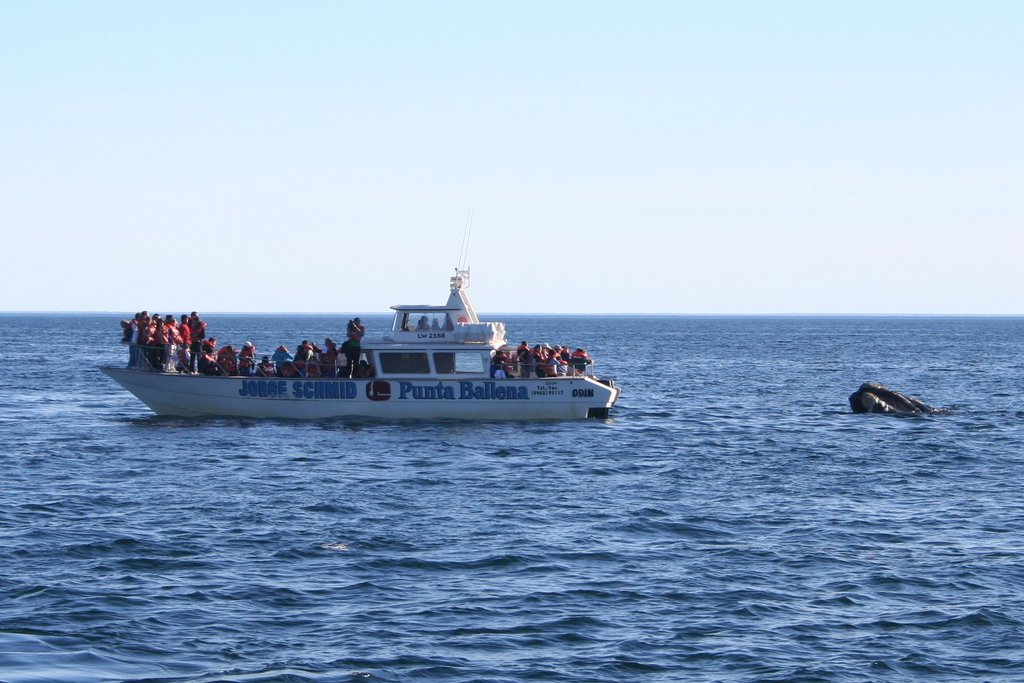
Южный кит, приблизившийся к наблюдателям.
Полуостров Вальдес, Патагония.

Южные киты сделали Херманус (Южная Африка) одним из крупнейших мировых центров наблюдения за китами.
В зимние месяцы (с июля по октябрь), киты так приближаются к берегу, что туристы могут наблюдать за китами, не выходя из отеля. В городе работает специальный «китовый глашатай» (ср. «глашатай») — человек, который перемещается по городу, объявляя о местах, где были замечены киты.
Город Имбитуба в штате Санта-Катарина, Бразилия считается «национальной столицей южных китов». Здесь в сентябре проводится ежегодный праздник «Неделя южных китов». Старая китобойная станция Имбитуба превращена в музей китов.
У полуострова Вальдес зимой пребывает самая большая популяция южных китов, прибывающих туда для размножения. Институтом охраны китов (англ. Whale Conservation Institute) и организацией «Океанский Альянс» (англ. Ocean Alliance) каталогизировано более 2000 животных из этой популяции.

## Основные угрозы для жизни китов

### Столкновения с морскими судами
Основной причиной смерти североатлантических китов, пересекающих в процессе миграции множество наиболее оживлённых морских трасс, является гибель от столкновения с кораблём. За период с 1970 по 1999 год зарегистрировано по меньшей мере 16 случаев гибели китов от столкновения с морскими судами. Предполагается, что незарегистрированных случаев может быть гораздо больше. По данным Национального управления океанических и атмосферных исследований США (NOAA), 25 из 70 известных с 1970 года случаев смерти южных китов являются результатом столкновения последних с кораблями. Число подобных происшествий слишком велико по сравнению с общей численностью популяции данного вида, и, в конечном итоге, может привести к исчезновению североатлантических китов. В июле 1997 года NOAA представило общественности «План по борьбе со снижением численности больших атлантических китов», ключевой частью которого было введение обязательной отчётности о случаях наблюдения китов всеми кораблями, использующими порты США.

### Рыболовные снасти
Второй основной причиной гибели южных китов являются рыболовные сети. Кит может запутаться в них и получить увечья, либо погибнуть. Во время того, как животное набирает в пасть воду с планктоном, его рот широко раскрыт, и снасти могут опутать челюсти, плавники или хвост. Большинству китов удаётся освободиться, получив ранения разной степени тяжести. Некоторые особи освободиться не могут и без посторонней помощи погибают.

## Защита китов

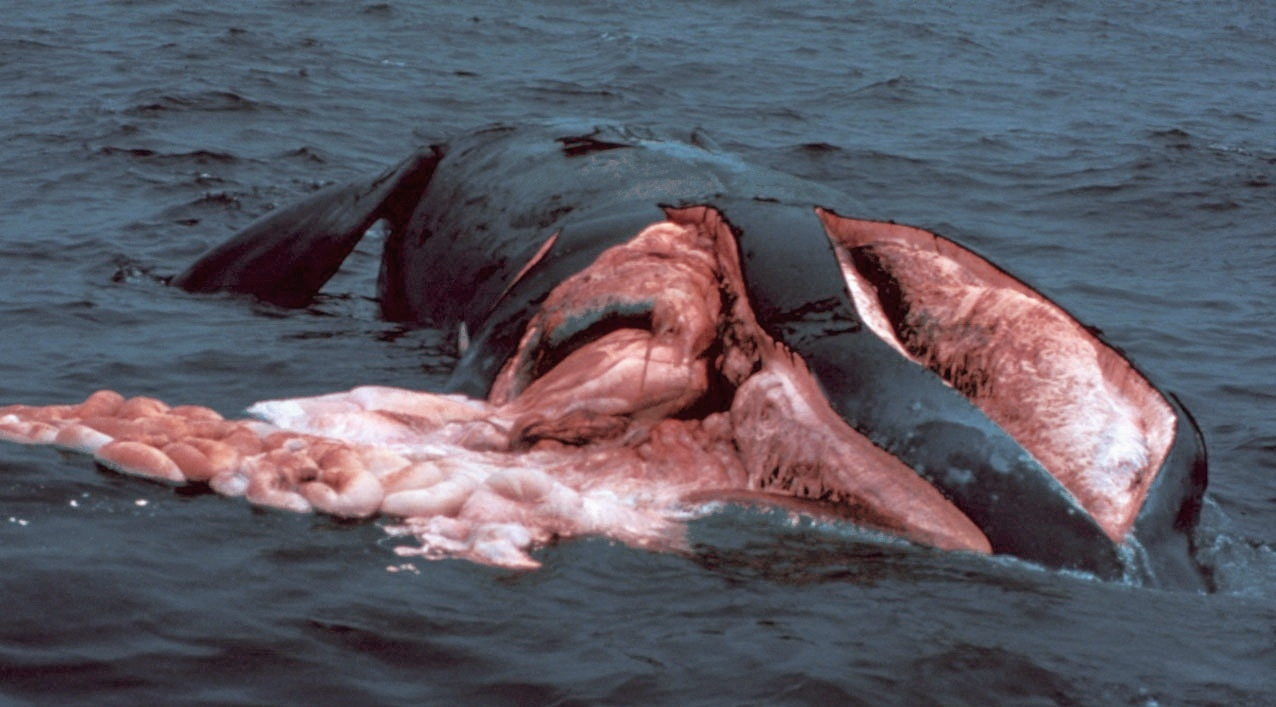
Останки североатлантического кита, погибшего от столкновения с винтом корабля

Североатлантические и японские киты классифицируются согласно Конвенции о международной торговле видами дикой фауны и флоры, находящимися под угрозой уничтожения (CITES) как «виды, находящиеся под угрозой исчезновения, торговля которыми оказывает или может оказать на их существование неблагоприятное влияние» (Приложение I). Красная книга Международного союза охраны природы (англ. IUCN Red List) относит данные виды к категории «виды, нуждающиеся в защите». Согласно Закону США о видах, находящихся под угрозой, эти виды считаются «подвергающимися опасности».
В 2000-е годы правительствами США и Бразилии были приняты меры, призванные обеспечить защиту китов от двух основных опасностей. Как сообщалось в 2001 году, природоохранные организации были в целом удовлетворены, но попытались заставить правительство США предпринять ещё более решительные действия. В частности, выносилось предложение снизить максимальную разрешённую скорость движения кораблей в период миграции китов до 12 узлов (22 км/ч) в пределах сорокакилометровой зоны вокруг портов. Данное предложение было отклонено в связи с чрезмерным нарушением торговли, которое могло бы последовать после его принятия. После этого, в 2005 году организациями «Defenders of Wildlife» (дословно — «Защитники дикой природы»), «Общество защиты животных Соединённых Штатов» и «Комитет по охране океана» был подан судебный иск против Национальной службы морского рыболовства, которая является подразделением Национального управления океанических и атмосферных исследований, с формулировкой «за неспособность защитить находящихся под угрозой исчезновения североатлантических китов, которые, как признаёт сама Национальная служба, „самыми редкими из всех видов больших китов“, и которых федеральные ведомства обязаны защищать согласно Закону США о видах, находящихся под угрозой и Закону о защите морских млекопитающих». Природоохранные организации потребовали принятия чрезвычайных мер защиты.
Согласно исследователям NOAA, около 83 % случаев наблюдения южных китов в средне-атлантическом регионе побережья США отмечается в пределах 20 миль (порядка 37 км) от берега.

### Ограничение скорости движения морских судов
6 февраля 2006 года Национальное управление океанических и атмосферных исследований (NOAA) выдвинуло свою стратегию по сокращению числа столкновений морских судов с североатлантическими китами. Основой послужило предложение об ограничении скорости движения кораблей в сезон размножения китов. Данная стратегия была принята в 2008 году. Пресс-релиз NOAA, опубликованный 8 декабря 2008 года, содержал следующее:
- С января 2009 года скорость всех судов длиной более 20 метров в водах Новой Англии ограничивается до 10 узлов (19 км/ч) на период ежегодной миграции китов. Ограничение распространяется на зоны размером в 20 миль (37 км) вокруг главных портов средне-атлантического побережья.
- Ограничение скорости применяется в водах Новой Англии и юго-восточного побережья США, где проходят маршруты сезонной миграции китов:
  - Юго-восток США — от Сент-Огастин до Брансуика[англ.] — с 15 ноября по 15 апреля;
  - Средне-атлантический регион США — от штата Род-Айленд до штата Джорджия — с 1 ноября по 30 апреля;
  - Залив Кейп-Код — с 1 января по 15 мая;
  - Офф-Рэйс Пойнт, северная оконечность полуострова Кейп-Код — с 1 марта по 30 апреля;
  - Залив Мэн — с 1 апреля по 31 июля;
- Временное ограничение скорости вступает в действие в том месте и в то время, где и когда подтверждается наличие китов в количестве трёх и более особей.
- Эффективность действия данных правил, вплоть до истечения их действия в 2013 году, будет оцениваться учёными.

На территории национального морского заповедника Стеллваген Бэнк инициирована программа по обнаружению южных китов при помощи автоматических акустических буев. Данные о месте появления китов публикуются на сайте Right Whale Listening Network.

### Защита южного кита
Согласно Конвенции о международной торговле видами дикой фауны и флоры, находящимися под угрозой уничтожения (CITES), южные киты классифицируются как «подвергающиеся опасности», занесены в Красную книгу Международного союза охраны природы (англ. IUCN Red List) как вид, близкий к уязвимому положению, защищены в территориальных морских водах всех стран с известными размножающимися популяциями данного вида (Аргентина, Австралия, Бразилия, Чили, Новая Зеландия, Южно-Африканская Республика и Уругвай). В Бразилии федеральные территории защиты окружающей среды занимают около 1560 км2 и 130 км побережья штата Санта-Катарина. Данная зона была создана в 2000 году для защиты основного места размножения южного кита в Бразилии и развития наблюдения за китами.